# Hemistoma pusillior
Hemistoma pusillior é uma espécie de gastrópode  da família Hydrobiidae.
É endémica da Austrália.